# Hakone (Vulkan)
Der Hakone (jap. 箱根山, Hakone-yama) ist ein Vulkan auf der japanischen Insel Honshū. Er liegt etwa 80 Kilometer südwestlich von Tokio in der Präfektur Kanagawa, wobei ein kleiner Teil zur Präfektur Shizuoka gehört. Der komplexe Vulkan ist bis zu 1438 m hoch und ist von einer Caldera umgeben. Die Gegend des Vulkans gehört seit dem 19. Jahrhundert zu den bedeutendsten Tourismusregionen des Landes. Sie ist Teil des Fuji-Hakone-Izu-Nationalparks, der auch den Vulkan Fuji im Westen und die Izu-Halbinsel im Süden umfasst.

## Geographie
Die Region um den Hakone liegt nahe der Stelle, an der drei Kontinentalplatten aufeinandertreffen: die Eurasische Platte, die Nordamerikanische Platte und die Philippinische Platte. Administrativ gehört der überwiegende Teil des Vulkans zu der nach ihm benannten Stadt Hakone im Landkreis Ashigarashimo der Präfektur Kanagawa. Randbereiche gehören zu verschiedenen angrenzenden Gemeinden in dieser Präfektur sowie in der benachbarten Präfektur Shizuoka.
Der Hakone ist ein komplexer Vulkan, das heißt, er umfasst verschiedene Vulkantypen, von denen keiner das Erscheinungsbild dominiert. Vorherrschend sind die Gesteine Andesit, Basalt und Dazit. Im Zentrum reihen sich in Nord-Süd-Richtung mehrere Schichtvulkane aneinander. Am nördlichsten liegt der Sōunzan (1151 m T.P.). Es folgen der Kamiyama (mit 1438 m die höchste Erhebung), der Kanmurigatake (1409 m), der Komagatake (1356 m), der Futagoyama (1091 m) und der Shimofutagoyama (1065 m). Diesen Vulkankegeln vorgelagert sind mehrere Lavadome und Gebiete mit Fumarolen, von denen Ōwakudani weitaus am bekanntesten ist.
Rund um den zentralen Bereich erstreckt sich eine Caldera mit einem Durchmesser von bis zu zwölf Kilometern. Darin liegen verstreut verschiedene Stadtteile von Hakone. Der westliche Teil wird vom Ashi-See eingenommen, einem sieben Kilometer langen und bis 40 Meter tiefen Kratersee. Ein Außenring mit mehreren weiteren Erhebungen von über 800 Metern Höhe umschließt die Caldera. Im Osten wird sie von der tief eingeschnittenen Schlucht des Hayakawa durchbrochen, der südlich von Odawara in die Sagami-Bucht mündet. Der Sukumo, ein Nebenfluss des Hayakawa, fließt durch eine kurze Seitencaldera im Südosten und mündet im Stadtteil Yukomo in den Hayakawa.

## Vulkanische Aktivität
Im Mittelpleistozän vor 650.000 Jahren existierten in der Umgebung des heutigen Hakone mehrere kleine Vulkane. Vor 230.000 Jahren begann sich ein großer Schichtvulkan aufzutürmen, der eine Höhe von etwa 2700 Metern erreichte. Nach wiederholten Eruptionen fiel dessen Zentrum in sich zusammen und im entstandenen Hohlraum bildete sich vor etwa 180.000 Jahren eine Caldera. Aus dieser Zeit stammt der alte Außenring im Norden. Dessen nördlichste Erhebung, der 1212 m hohe Kintokiyama, ist als einziger nicht das Ergebnis dieses Einsturzes, sondern ein parasitärer Flankenvulkan aus derselben Zeitepoche.
Nach einer ruhigen Phase bildete sich vor 130.000 Jahren ein von Lavadomen umgebener Schildvulkan, der die ursprüngliche Caldera auffüllte. Vor 80.000 bis 60.000 Jahren gab es eine Phase mit besonders intensiver vulkanischer Aktivität. Bei einer außerordentlich heftigen plinianischen Eruption gegen Ende dieser Phase  wurden fünf Milliarden Kubikmeter Lava ausgestoßen; der pyroklastische Strom reichte von der Mündung des Fuji-Flusses im Westen bis in die Gegend von Yokohama im Osten. Dabei entstanden der neue Außenring im Süden und die Caldera in ihrer heutigen Ausdehnung.
In den letzten 10.000 Jahren beschränkte sich die vulkanische Aktivität auf die zentralen Kegel innerhalb der Caldera. Phreatische Explosionen ereigneten sich vor 8.000, 5.700 und 3.000 Jahren. Bei letzterer stürzte die Nordwestflanke des Kamiyama ein; die Gesteinsmassen begruben das Hayakawa-Tal unter sich und stauten den Ashi-See. Die bislang letzte magmatische Eruption gab es vor 2.900 Jahren, im 12. und 13. Jahrhundert kam es um Ōwakudani zu drei phreatischen Eruptionen. Seit den 1930er Jahren wurden dort wiederholt Veränderungen der Fumarolen und erhöhte seismische Aktivität festgestellt, letztmals im Juni 2015.

## Verkehr
Der Hauptzugang zur Caldera mit den verschiedenen Stadtteilen der touristisch geprägten Stadt Hakone erfolgt von Odawara aus durch das Hayakawa-Tal im Osten, entweder über die Nationalstraße 1 (früher der Tōkaidō) oder über die Hakone-Tozan-Linie. Daneben gibt es mehrere Pässe über den äußeren Ring. Es sind dies der Hakone-Pass (848 m) nach Mishima im Süden, der Kojiri-Pass (845 m) nach Susono im Westen sowie der Nagao-Pass (952 m) und der Otome-Pass (1006 m) nach Gotemba im Nordwesten. Über die nördlichen Ausläufer, nahe dem oberen Sakawa-Tal, führt von Gotemba nach Minamiashigara eine Straße über den Ashigara-Pass (759 m), der bereits im 8. Jahrhundert in der Gedichtsammlung Man’yōshū erwähnt wurde.
Buslinien mehrerer Gesellschaften sorgen für die Feinerschließung. Vor allem dem Tourismusverkehr dienen drei Seilbahnen: Der Hakone Tozan Cable Car ist eine Standseilbahn im Stadtteil Gōra. Von dessen Bergstation aus verkehrt die Hakone-Seilbahn über Ōwakudani zum nördlichen Ende des Ashi-Sees. Vom Ostufer führt die Hakone-Komagatake-Seilbahn in die Nähe des Komagatake-Gipfels. Auf dem Ashi-See fahren Ausflugsschiffe. Eine Besonderheit sind mautpflichtige Panoramastraßen entlang des Kamms der Caldera.

## Bilder

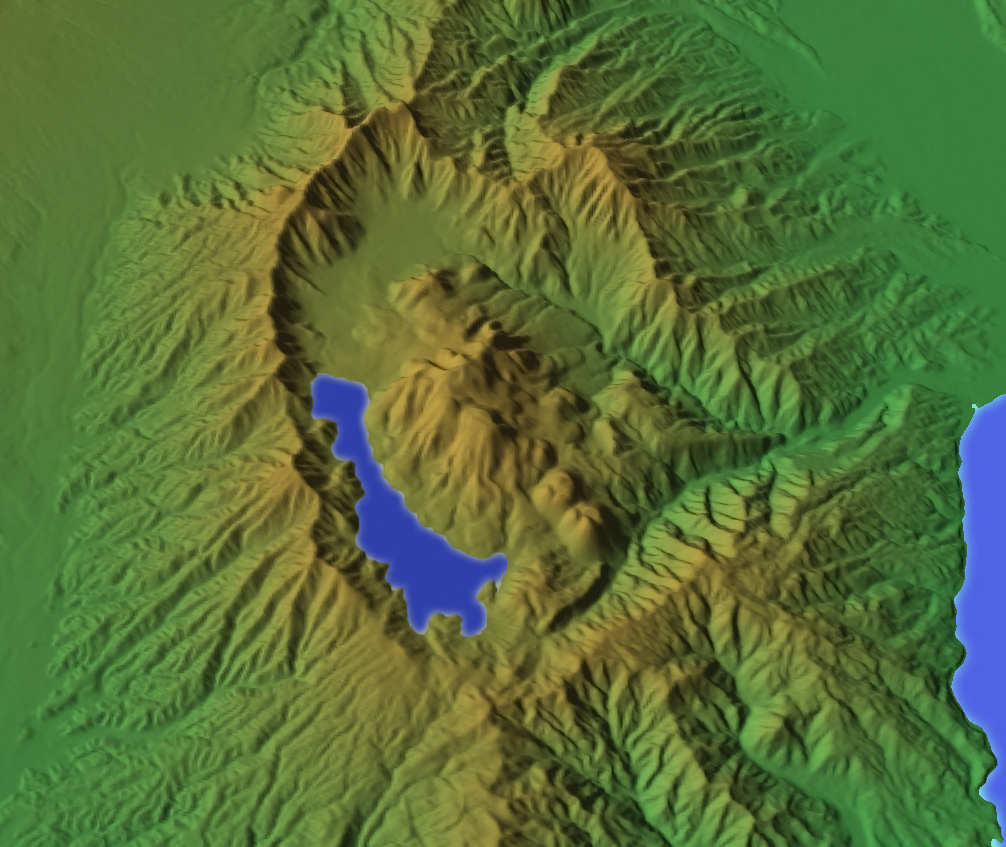
Topografische Karte
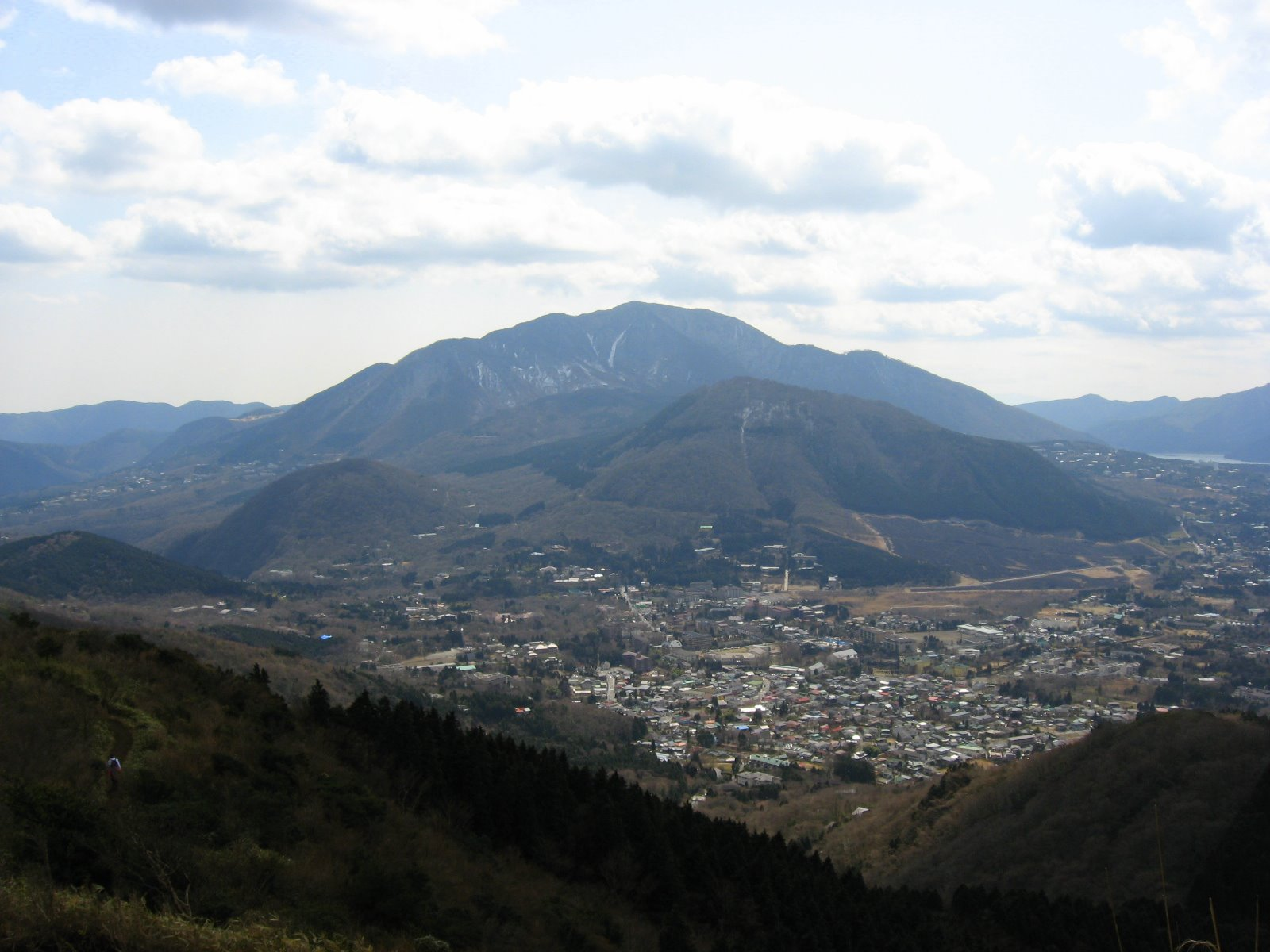
Kamiyama
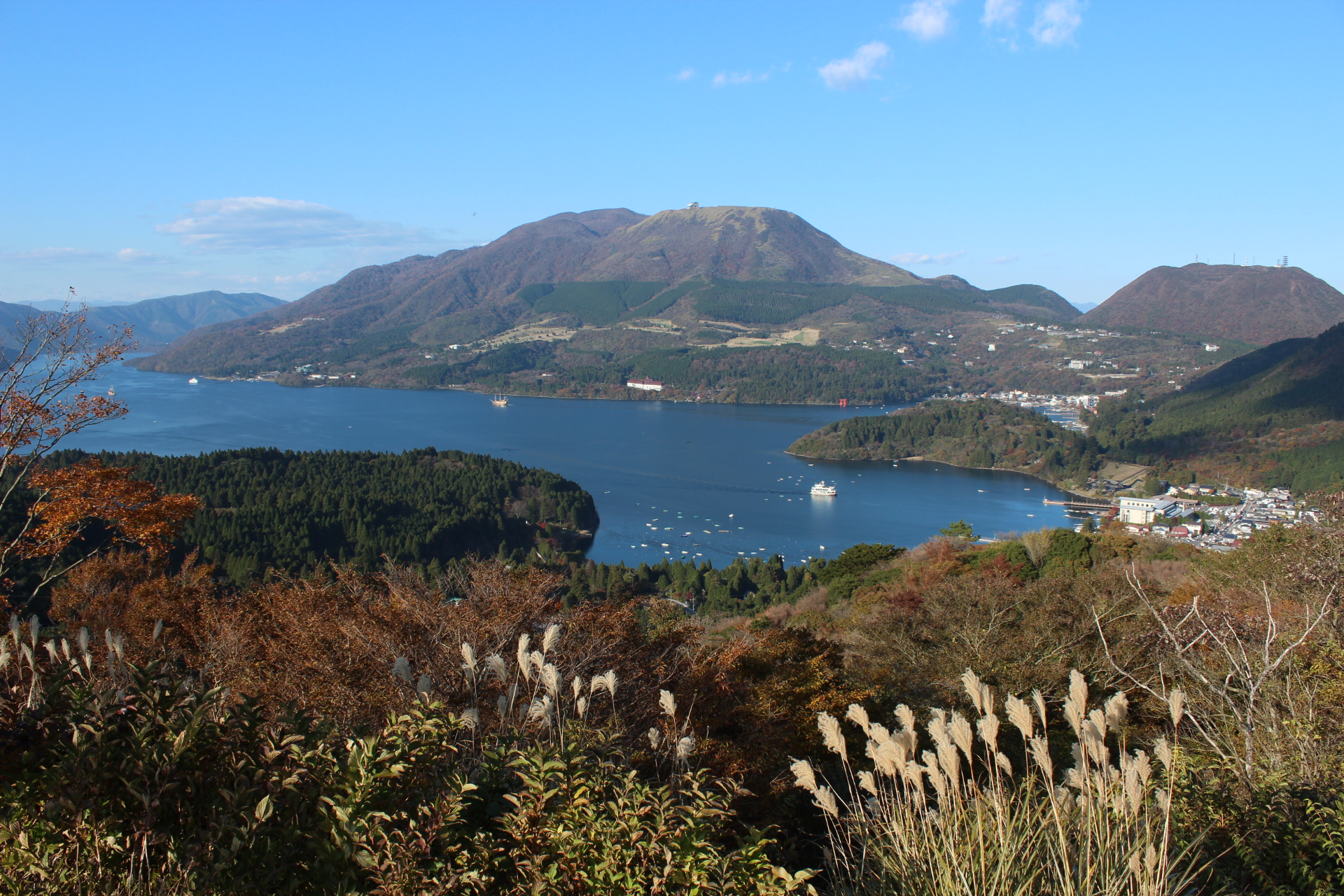
Ashi-See
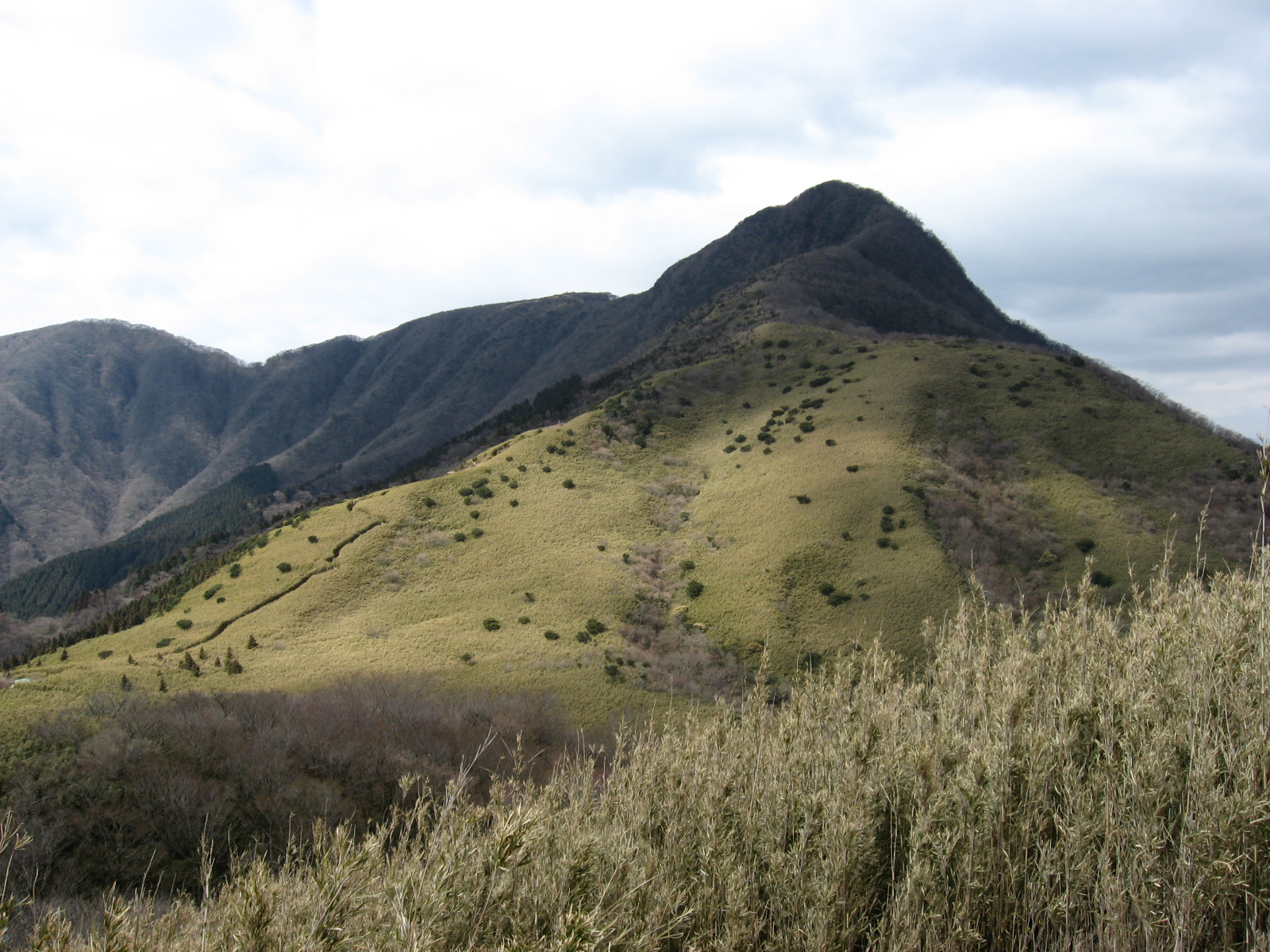
Kintokiyama
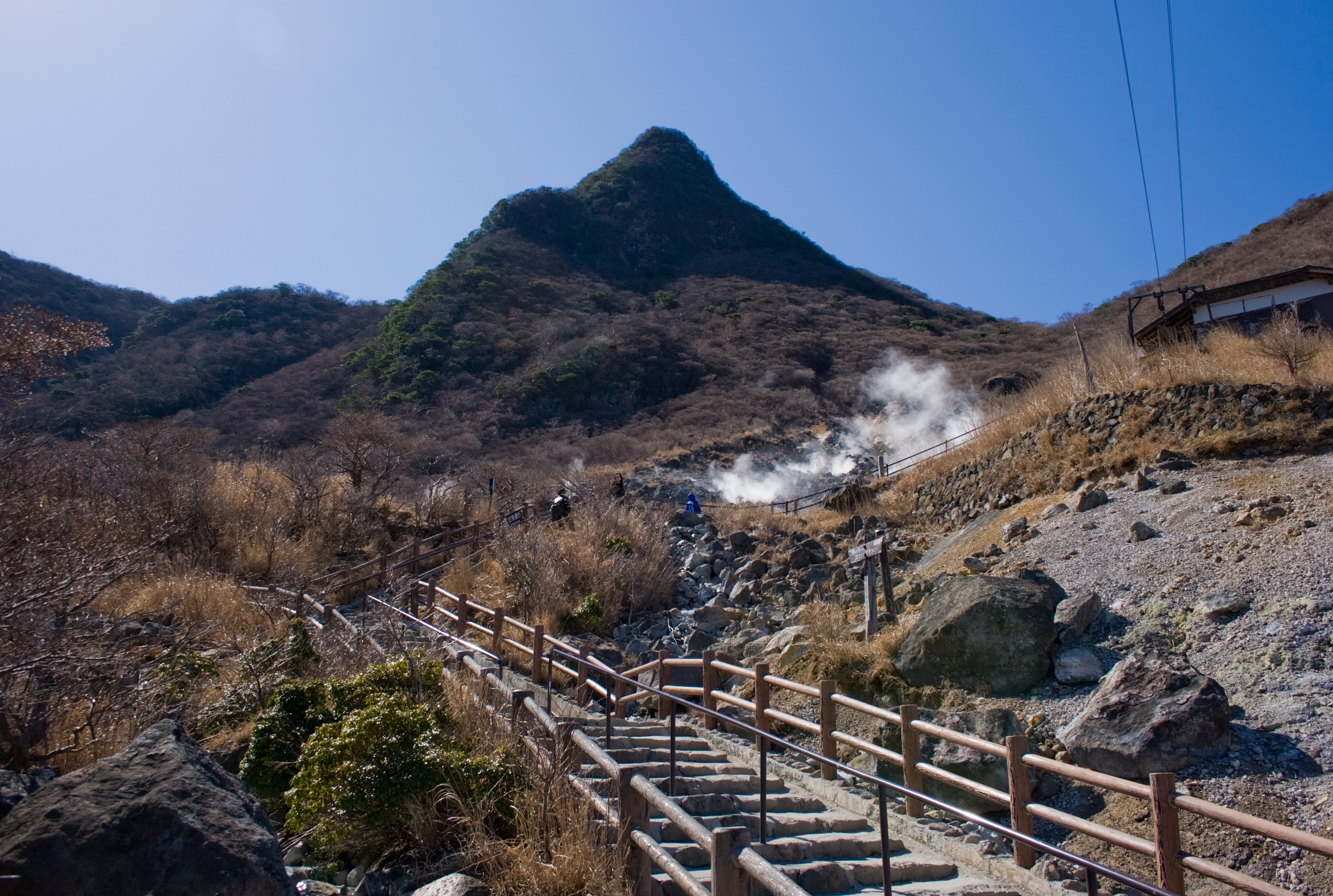
Kanmurigatake
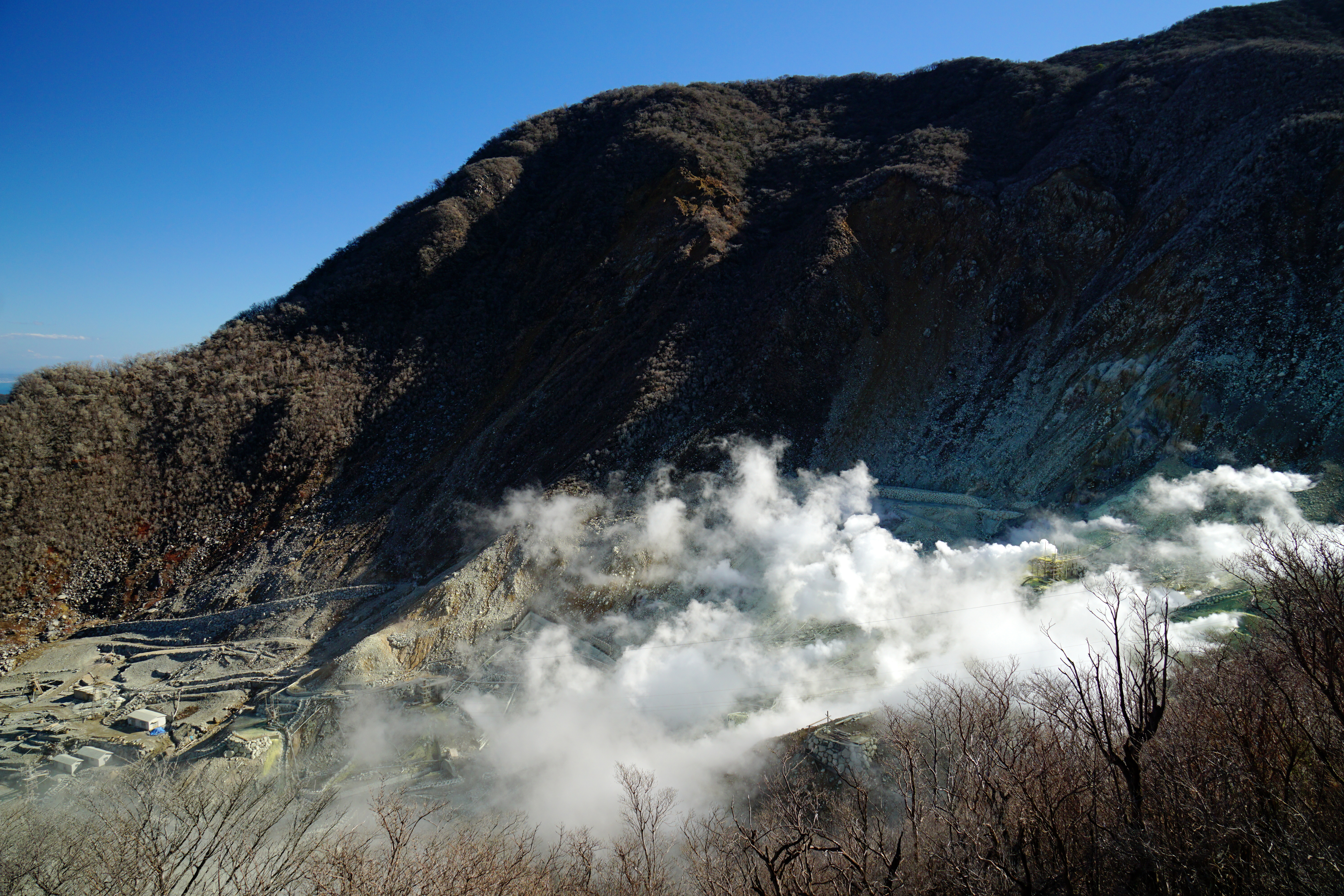
Ōwakudani
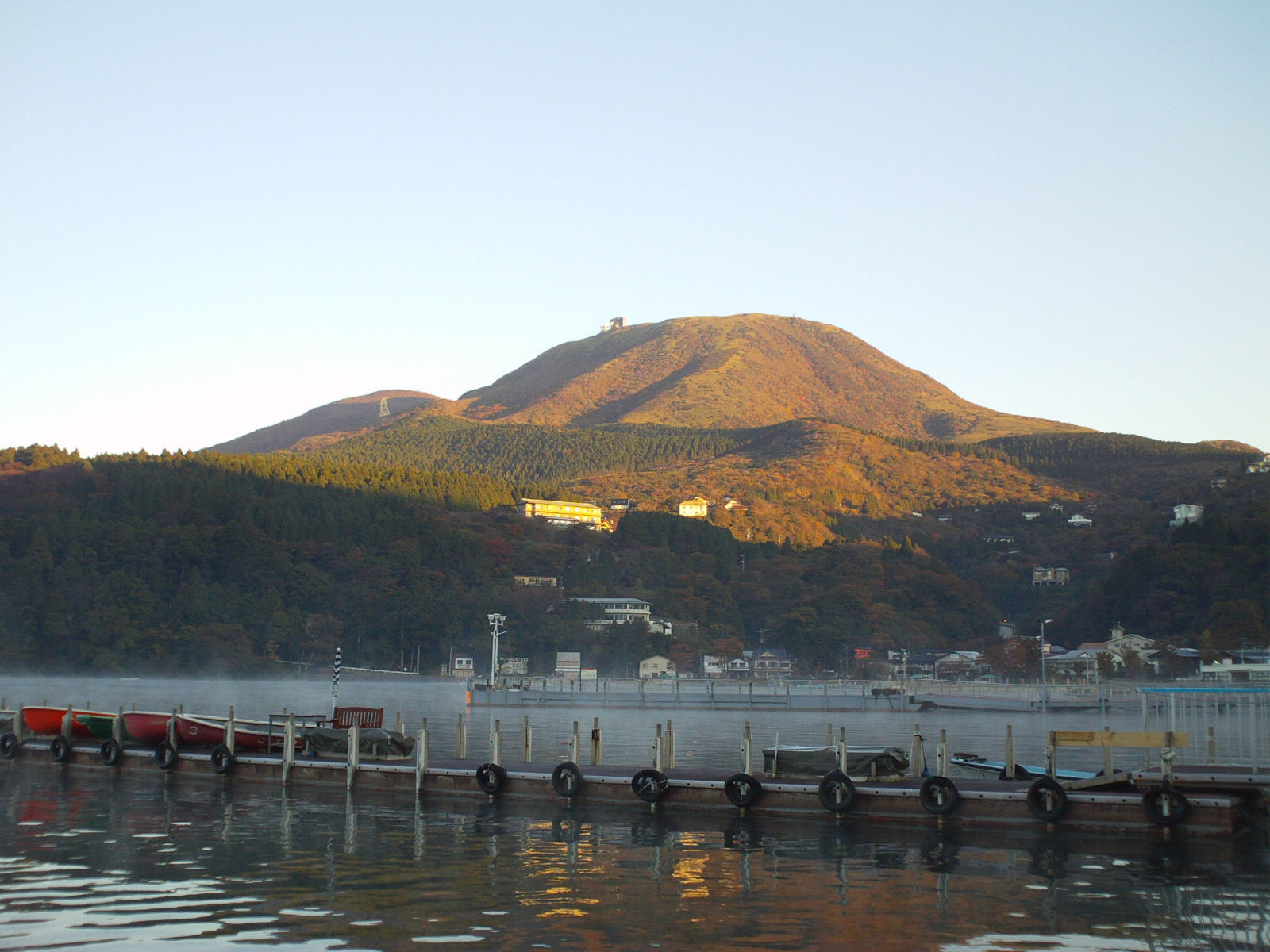
Komagatake